# Segunda División Profesional de Chile 2012
El Campeonato Nacional de Segunda División de Fútbol Profesional 2012 fue el primer torneo de la Segunda División Profesional de la serie C del fútbol Chileno. Participaron en esta temporada un total de 11 instituciones, divididas en clubes profesionales y clubes filiales de equipos de la Primera División.
Los clubes fundadores profesionales son: Deportes Melipilla, Deportes Temuco, Fernández Vial, Iberia y Provincial Osorno. Estos cinco clubes además de poseer un pasado en la ANFP, retiraron las bases del torneo a principios del 2012 y decidieron participar para la actual torneo con el compromiso de cumplir algunos requisitos y criterios impuestos, siendo ratificados por el directorio del máximo organismo del fútbol profesional en Chile. A la vez Deportes Copiapó descendió de la Primera B 2011.
Por su parte, decidieron participar para esta temporada las filiales de los clubes de Primera División de: Audax Italiano B, Colo-Colo B, Rangers B, Unión Española B y Unión San Felipe B, filiales que si bien participan en el campeonato, no tienen posibilidades de ascenso ni de descenso.
Durante esta temporada el campeón y el subcampeón de la temporada, disputaron una inédita eliminatoria de Play- Off con los dos mejores de la Tercera División, para poder subir a la Primera B en su temporada 2013.
El campeonato comenzó el sábado 17 de marzo de 2012, de acuerdo a la reunión establecida en el consejo de presidentes de la ANFP, el 23 de febrero de 2012 en la sede de la ANFP. y terminó el 2 de diciembre.
Sin embargo el torneo ha tenido bastantes dificultades en su organización por problemas económicos, muestra de esto fue que la ANFP decidió suspender la fase de grupos debido a que algunos de los equipos participantes no habían cancelado las cuotas de la inscripción. Estas complicaciones derivaron en la expulsión de Provincial Osorno de la categoría en agosto y en la inhabilitación de Deportes Temuco en octubre para definir las escuadras que jugarán los Play-Off de Tercera División. Ambos clubes esperaron hasta final del torneo su continuidad en la división para el año 2013 por parte del consejo de presidentes de la ANFP.
El equipo campeón fue Deportes Iberia de Los Ángeles, sin embargo el equipo que ascendió a la Primera B 2013, fue Deportes Copiapó
Por su parte la filial campeona fue Unión San Felipe B.

## Sistema de campeonato
- Fase Nacional: Juegan todos contra todos en 2 ruedas de ida y vuelta.

- Fase Grupal: Se forman dos grupos, uno de filiales y otro de equipos profesionales y también juegan todos contra todos en cada grupo manteniendo el puntaje dividido por 2 (,5 aproxima hacia arriba).

- Semifinal Play Off: Clasifican a una semifinal el 1.er y 2.º lugar del grupo de equipos profesionales, que se jugará en el sistema play offs, y jugarán en partidos cruzados (1.º contra 2.º de la otra categoría) contra dos equipos de Tercera División en partidos de ida y vuelta, donde el cuadro de la Tercera División comenzará como local, accediendo a la final los dos clubes ganadores de cada llave, para tratar de ascender a Primera B en la temporada 2013. No existirá Definición por Gol de Visita y las Tarjetas Amarillas se contabilizan independiente de la otra División.

## Ascenso y descenso
- Ascenso a Primera B

El ganador de dicha final entre los 2 ganadores de las semifinales, sube directamente a la Primera B para la temporada 2013. Este sistema de cruce entre equipos Anfp y Anfa, solo se dará para el primer año, es decir, durante el año 2012. Desde el año siguiente (2013) en adelante, los clubes de Tercera División tendrán que luchar, para poder campeonar en su división y poder subir a la Segunda División Profesional.
- Descenso

Se tenía presupuestado que al menos para el primer año (2012) no habría descenso a Tercera División, pero al parecer solamente hay descenso en caso de que un club de la ANFA suba a Primera B (si es que un equipo de dicha asociación, gana el torneo o gana la Promoción contra un equipo de Primera B), pero a partir de la siguiente temporada, si habrá descensos a esa categoría, (cuya cantidad se verá apenas arranque ese año).
Desde Tercera División, si los clubes no logran ascender a Primera B con esto, se mantienen en su división para la siguiente temporada.
El equipo que descienda desde la Primera B lo hará directamente a la Segunda División.

El 31 de agosto, el club Provincial Osorno fue desafiliado de la ANFP por no pagar su cuota de inscripción para el torneo. Este caso podría ser considerado el primer descenso desde la Segunda a la Tercera División, en caso de que el elenco sureño decida seguir este camino. Además, el 27 de diciembre, Fernández Vial SADP también fue desafiliado de la ANFP por la misma causa que el conjunto osornino.[cita requerida]

## Ascensos y descensos
| Pos | a Segunda División 2012 |
| --- | ----------------------- |
| 14º | Deportes Copiapó        |

| Pos                | a Segunda División 2012 |
| ------------------ | ----------------------- |
| 2º Fase Final      | Fernández Vial          |
| 3º Fase Final      | Iberia                  |
| 3º - 2a. Fase (ZN) | Provincial Osorno       |
| 5° - 1a. Fase (ZS) | Deportes Temuco         |
| 8° - 1a. Fase (ZN) | Deportes Melipilla      |

## Clubes integrantes de la división e inicio del torneo
El campeonato comenzará finalmente el sábado 17 de marzo de 2012, de acuerdo a la reunión establecida en el consejo de presidentes de la ANFP, el 23 de febrero de 2012 en la sede de la ANFP.

### Equipos participantes Torneo 2012
| Equipo | Equipo             | Entrenador           | Entrenador             | Ciudad      | Estadio                                 | Capacidad |
| ------ | ------------------ | -------------------- | ---------------------- | ----------- | --------------------------------------- | --------- |
|        | Audax Italiano B   | Bandera de Chile     | Alejandro de la Fuente | Santiago    | Bicentenario de La Florida              | 12.000    |
|        | Colo-Colo B        | Bandera de Chile     | Héctor Tapia           | Santiago    | Monumental                              | 47.017    |
|        | Deportes Copiapó   | Bandera de Chile     | Gerardo Silva          | Copiapó     | Bicentenario Luis Valenzuela Hermosilla | 8.000     |
|        | Deportes Melipilla | Bandera de Chile     | Orlando Mondaca        | Melipilla   | Roberto Bravo Santibáñez                | 5.500     |
|        | Deportes Temuco    | Bandera de Argentina | Carlos Girardengo      | Temuco      | Bicentenario Germán Becker              | 18.500    |
|        | Fernández Vial     | Bandera de Chile     |                        | Concepción  | Municipal Ester Roa                     | 29.000    |
|        | Iberia             | Bandera de Chile     | Ronald Fuentes         | Los Ángeles | Municipal de Los Ángeles                | 4.150     |
|        | Provincial Osorno  | Bandera de Chile     | Nelson Mores           | Osorno      | Rubén Marcos Peralta                    | 12.000    |
|        | Rangers B          | Bandera de Chile     | Jaime Pacheco          | Talca       | Bicentenario Fiscal de Talca            | 8.232     |
|        | Unión Española B   | Bandera de Chile     | Hernán Rodrigo Reyes   | Santiago    | Santa Laura-Universidad SEK             | 22.000    |
|        | Unión San Felipe B | Bandera de Chile     | Omar Arcos             | San Felipe  | Municipal de San Felipe                 | 10.000    |

## Equipos porregión
| Región        | Equipos                                                                  |
| ------------- | ------------------------------------------------------------------------ |
| Metropolitana | - Audax Italiano B - Colo-Colo B - Deportes Melipilla - Unión Española B |
| Biobío        | - Fernández Vial - Iberia                                                |
| Atacama       | - Deportes Copiapó                                                       |
| Valparaíso    | - Unión San Felipe B                                                     |
| Maule         | - Rangers B                                                              |
| Araucanía     | - Deportes Temuco                                                        |
| Los Lagos     | - Provincial Osorno                                                      |

## Torneo

### Fase Nacional
Fecha de actualización: 19 de agosto
|  |     | Clubes             | Pts | PJ | G  | E | P  | GF | GC | Dif |
|  | --- | ------------------ | --- | -- | -- | - | -- | -- | -- | --- |
|  | 1º  | Unión San Felipe B | 39  | 20 | 12 | 3 | 5  | 43 | 26 | +17 |
|  | 2º  | Iberia             | 37  | 20 | 12 | 1 | 7  | 39 | 31 | +8  |
|  | 3º  | Deportes Temuco    | 37  | 20 | 11 | 4 | 5  | 34 | 29 | +5  |
|  | 4º  | Provincial Osorno  | 32  | 20 | 9  | 5 | 6  | 24 | 23 | +1  |
|  | 5º  | Colo-Colo B        | 30  | 20 | 9  | 3 | 8  | 44 | 37 | +7  |
|  | 6º  | Fernández Vial     | 29  | 20 | 8  | 5 | 7  | 32 | 33 | -1  |
|  | 7º  | Audax Italiano B   | 28  | 20 | 9  | 1 | 10 | 38 | 34 | +4  |
|  | 8º  | Deportes Copiapó   | 28  | 20 | 8  | 4 | 8  | 43 | 35 | +8  |
|  | 9º  | Deportes Melipilla | 28  | 20 | 7  | 7 | 6  | 30 | 29 | +1  |
|  | 10º | Unión Española B   | 15  | 20 | 4  | 3 | 13 | 31 | 48 | -17 |
|  | 11º | Rangers B          | 8   | 20 | 2  | 2 | 16 | 18 | 51 | -33 |

Pts = Puntos; PJ = Partidos Jugados; G = Partidos Ganados; E = Partidos Empatados; P = Partidos Perdidos; GF = Goles Anotados; GC = Goles Recibidos; Dif = Diferencia de gol
|  | Clubes Profesionales y con opción de ascenso. |
|  | Clubes Filiales sin opción de ascenso.        |

#### Evolución de la clasificación
| Equipo / Fecha     | 01 | 02 | 03 | 04 | 05 | 06 | 07 | 08 | 09 | 10 | 11 | 12 | 13 | 14 | 15 | 16 | 17 | 18 | 19 | 20 | 21 | 22 |
| ------------------ | -- | -- | -- | -- | -- | -- | -- | -- | -- | -- | -- | -- | -- | -- | -- | -- | -- | -- | -- | -- | -- | -- |
| Unión San Felipe B | 1  | 1  | 3  | 1  | 1  | 1  | 1  | 2  | 3  | 3  | 5  | 7  | 6  | 7  | 5  | 4  | 5  | 4  | 4  | 3  | 2  | 1  |
| Iberia             | 7  | 3  | 2  | 3  | 5  | 7  | 5  | 3  | 2  | 2  | 2  | 1  | 2  | 1  | 1  | 2  | 1  | 1  | 1  | 1  | 1  | 2  |
| Deportes Temuco    | 5  | 9  | 10 | 8  | 6  | 6  | 4  | 6  | 5  | 4  | 3  | 4  | 3  | 4  | 3  | 1  | 3  | 3  | 3  | 2  | 3  | 3  |
| Provincial Osorno  | 2  | 5  | 4  | 6  | 2  | 2  | 2  | 1  | 1  | 1  | 1  | 2  | 1  | 2  | 2  | 3  | 2  | 2  | 2  | 4  | 4  | 4  |
| Colo-Colo B        | 9  | 4  | 6  | 5  | 7  | 3  | 6  | 7  | 8  | 9  | 8  | 5  | 5  | 3  | 4  | 6  | 7  | 5  | 5  | 6  | 5  | 5  |
| Fernández Vial     | 4  | 8  | 5  | 4  | 4  | 5  | 7  | 8  | 9  | 7  | 6  | 6  | 8  | 8  | 8  | 8  | 8  | 9  | 9  | 9  | 7  | 6  |
| Audax Italiano B   | 10 | 10 | 11 | 11 | 10 | 10 | 8  | 5  | 4  | 6  | 4  | 3  | 4  | 6  | 7  | 7  | 4  | 6  | 6  | 5  | 6  | 7  |
| Deportes Copiapó   | 11 | 6  | 7  | 7  | 9  | 9  | 10 | 9  | 7  | 8  | 9  | 8  | 7  | 5  | 6  | 5  | 6  | 7  | 7  | 7  | 8  | 8  |
| Melipilla          | 6  | 2  | 1  | 2  | 3  | 4  | 3  | 4  | 6  | 5  | 7  | 9  | 9  | 9  | 9  | 9  | 9  | 8  | 8  | 8  | 9  | 9  |
| Unión Española B   | 8  | 11 | 8  | 9  | 8  | 11 | 11 | 11 | 11 | 11 | 11 | 11 | 11 | 10 | 10 | 10 | 10 | 10 | 10 | 10 | 10 | 10 |
| Rangers B          | 3  | 7  | 9  | 10 | 11 | 8  | 9  | 10 | 10 | 10 | 10 | 10 | 10 | 11 | 11 | 11 | 11 | 11 | 11 | 11 | 11 | 11 |

### Fase Grupal
Se conformarán dos grupos, uno de equipos filiales y otro de equipos profesionales jugarán todos contra todos en cada grupo, manteniendo el puntaje dividido por 2 (,5 aproxima hacia arriba), solamente el grupo de equipos profesionales tendrá 2 equipos clasificados a las semifinales, donde enfrentarán al campeón y al subcampeón de la Tercera División 2012, respectivamente.
| Equipos Profesionales                                                               | Equipos Filiales                                                                     |
| - Deportes Melipilla - Deportes Temuco - Fernández Vial - Iberia - Deportes Copiapó | - Audax Italiano B - Colo-Colo B - Rangers B - Unión Española B - Unión San Felipe B |
| ----------------------------------------------------------------------------------- | ------------------------------------------------------------------------------------ |

### Fase Pentagonal Clubes Filiales

#### Resultados
Fecha de actualización: 31 de octubre
| Local \ Visita   | AI B | CC B | RNG B | UE B | SF B |
| ---------------- | ---- | ---- | ----- | ---- | ---- |
| Audax Italiano   |      | 7-4  | 3-0   | 1-0  | 0-1  |
| Colo-Colo        | 3-5  |      | 1-0   | 1-3  | 2-6  |
| Rangers          | 0-4  | 1-4  |       | 2-1  | 1-4  |
| Unión Española   | 1-2  | 3-5  | 4-0   |      | 3-1  |
| Unión San Felipe | 0-1  | 3-1  | 2-1   | 1-1  |      |

|  |    | Clubes             | Pts | PJ | G | E | P | GF | GC | Dif |
|  | -- | ------------------ | --- | -- | - | - | - | -- | -- | --- |
|  | 1º | Unión San Felipe B | 36  | 8  | 5 | 1 | 2 | 18 | 10 | +8  |
|  | 2º | Audax Italiano B   | 32  | 7  | 6 | 0 | 1 | 21 | 8  | +17 |
|  | 3º | Colo-Colo B        | 24  | 8  | 3 | 0 | 5 | 21 | 28 | -7  |
|  | 4º | Unión Española B   | 18  | 7  | 3 | 1 | 3 | 15 | 11 | +4  |
|  | 5º | Rangers B          | 7   | 8  | 1 | 0 | 7 | 5  | 23 | -18 |

Pts = Puntos; PJ = Partidos Jugados; G = Partidos Ganados; E = Partidos Empatados; P = Partidos Perdidos; GF = Goles Anotados; GC = Goles Recibidos; Dif = Diferencia de gol

- Nota 1: Unión San Felipe empezó con 19 puntos
- Nota 2: Colo-Colo empezó con 15 puntos
- Nota 3: Audax Italiano empezó con 14 puntos
- Nota 4: Unión Española empezó con 8 puntos
- Nota 5: Rangers B empezó con 4 puntos

|  | Campeón Filial 2012 |

| Chile                          |
| Unión San Felipe "B" 1º Título |

### Fase Pentagonal Clubes Profesionales
Clasifican a una semifinal el 1.er y 2.º lugar del grupo de equipos profesionales, que se jugará en el sistema play offs, y jugarán en partidos cruzados (1.º contra 2.º de la otra categoría) contra el campeón de la Tercera División 2012 (Trasandino) y el subcampeón de la misma categoría mencionada (Deportes Linares), en partidos de ida y vuelta, donde el cuadro de la Tercera División comenzará como local (algo que se repetirá en la final, si es que uno de los 2 equipos de esa categoría, acceda a esa instancia), y pasarán a la final los dos clubes ganadores de cada llave, para determinar quien va a ascender a la Primera B, para la temporada 2013. No existirá Definición por Gol de Visita / Las Tarjetas Amarillas se contabilizan independiente que sea de otra División. En la final, el equipo ganador será el primer campeón de esta categoría y ascenderá a la Primera B, para la temporada 2013.

#### Resultados
Fecha de actualización: 4 de noviembre
| Local \ Visita     | COP | MEL | DTM  | IBE | AFV |
| ------------------ | --- | --- | ---- | --- | --- |
| Deportes Copiapó   |     | 2-0 | 1-1  | 2-0 | 6-0 |
| Deportes Melipilla | 0-1 |     | 1-1  | 1-3 | 1-0 |
| Deportes Temuco    | 0-1 | 1-0 |      | 0-1 | 2-0 |
| Iberia             | 3-1 | 2-1 | 0-1  |     | 3-0 |
| Fernández Vial     | 2-3 | 1-1 | 0-3* | 2-3 |     |

|  |    | Clubes             | Pts | PJ | G  | E | P  | GF | GC | Dif |
|  | -- | ------------------ | --- | -- | -- | - | -- | -- | -- | --- |
|  | 1º | Iberia             | 37  | 28 | 18 | 1 | 9  | 54 | 39 | +15 |
|  | 2º | Deportes Temuco    | 33  | 28 | 15 | 6 | 7  | 43 | 33 | +10 |
|  | 3º | Deportes Copiapó   | 33  | 28 | 14 | 5 | 9  | 60 | 41 | +19 |
|  | 4º | Deportes Melipilla | 19  | 28 | 8  | 9 | 11 | 35 | 40 | -5  |
|  | 5º | Fernández Vial     | 10  | 28 | 8  | 6 | 14 | 37 | 55 | -18 |

Pts = Puntos; PJ = Partidos Jugados; G = Partidos Ganados; E = Partidos Empatados; P = Partidos Perdidos; GF = Goles Anotados; GC = Goles Recibidos; Dif = Diferencia de gol
|  | Campeón y clasifica a la Fase Final |
|  | Clasifica a la Fase Final           |
|  | Se mantiene en la Segunda División  |

- Nota 1: En la tabla de posiciones anterior, la columna del puntaje representa la sumatoria entre el puntaje con el que empezó cada club y el puntaje obtenido en el Pentagonal Final. Los datos de las otras columnas representan la sumatoria entre la Fase Nacional y el Pentagonal Final de los No Filiales.
- Nota 2: Deportes Temuco empezó con 19 puntos
- Nota 3: Iberia empezó con 19 puntos
- Nota 4: Fernández Vial empezó con 15 puntos
- Nota 5: Deportes Copiapó empezó con 14 puntos
- Nota 6: Deportes Melipilla empezó con 14 puntos
- Nota 7: Fernández Vial  fue castigado con seis puntos por incumplimientos de pagos.
- Nota 8: Respecto al partido entre Fernández Vial y Deportes Temuco, el Tribunal de la ANFP otorgó los 3 puntos y un marcador de 3-0 a favor de Deportes Temuco.

En caso de Igual puntaje, 1.º se consideran los Partidos Ganados, luego la Diferencia de Gol
- Provincial Osorno no participará en lo que resta del actual campeonato, ya que fue desafiliado de la ANFP por deudas económicas, cuyo anuncio lo comunicó el presidente de la ANFP Sergio Jadue, en el consejo de presidentes efectuado el 31 de agosto de 2012, en la sede de la ANFP.

- Deportes Temuco fue el subcampeón original del torneo, pero no disputó la Fase Final por un cupo a la Primera B 2013, debido a su atraso en el pago de 110 millones de pesos, correspondientes a la cuota de inscripción que exigió la ANFP para participar en este torneo en los meses de septiembre y octubre. Aunque canceló otros 110 millones de pesos en 2 cuotas, que correspondían a los meses de noviembre y diciembre, lo hizo fuera del plazo establecido.[7] Debido a esto, la ANFP le cedió el cupo para pelear la Liguilla de Ascenso a Deportes Copiapó.

### Semifinal y Final Play Off
- Iberia y Deportes Copiapó clasificaron a la Fase Final y enfrentarán a Trasandino y Deportes Linares:

La disputarán Iberia y Deportes Copiapó (campeón y subcampeón de la Segunda División Profesional 2012, contra Trasandino y Deportes Linares (campeón y subcampeón de la Tercera División 2012 respectivamente.
En el partido de ida de las semifinales, andinos y angelinos serán locales por ser los campeones de sus respectivas divisiones de origen, mientras que copiapinos y linarenses lo harán en el partido de vuelta, por ser los subcampeones de las categorías mencionadas.
RESOLUCIÓN PARTIDOS DE FASE FINAL
Si al final del segundo partido, los clubes hubieran resultado igualados en puntaje, el equipo que ascenderá a la Primera B para la temporada 2013, se resolverá de la siguiente manera:
- El equipo que presentó la mejor diferencia entre los goles marcados y recibidos en los respectivos partidos. No serán válidos los goles de visita marcados en las semifinales y la final de la Fase de Ascenso.
- El equipo que haya resultado triunfador en una serie de lanzamientos penales, que se hubieran efectuado si se hubiera producido empate en el marcador global de una o las 2 llaves de las semifinales y/o en la final, de acuerdo a las normas impartidas por la International F.A. Board.

Para partidos, ver el Anexo
|  | Semifinal        | Semifinal        | Semifinal        | Semifinal | Semifinal |   |                  | Final            | Final | Final | Final | Final |
|  |                  |                  |                  |           |           |   |                  |                  |       |       |       |       |
|  | Iberia           | Iberia           | 1                | 0         | 1(3)      |   |                  |                  |       |       |       |       |
|  | Deportes Linares | Deportes Linares | 0                | 1         | 1(4)      |   |                  |                  |       |       |       |       |
|  |                  |                  |                  |           |           |   | Deportes Linares | Deportes Linares | 1     | 1     | 2     |       |
|  |                  | Deportes Copiapó | Deportes Copiapó | 2         | 2         | 4 |                  |                  |       |       |       |       |
|  | Trasandino       | Trasandino       | 1                | 0         | 1         |   |                  |                  |       |       |       |       |
|  | Deportes Copiapó | Deportes Copiapó | 1                | 4         | 5         |   |                  |                  |       |       |       |       |

| Chile                             |
| Deportes Copiapó Ganador liguilla |

## Goleadores
Fecha de actualización: 2 de diciembre
| Jugador             | Equipo           | Goles |
| ------------------- | ---------------- | ----- |
| Ricardo Parada      | Deportes Copiapó | 17    |
| Camilo Melivilú     | Audax Italiano B | 16    |
| Matías Campos López | Audax Italiano B | 15    |
| Eduardo Navea       | Iberia           | 15    |
| Matías Sánchez      | Deportes Copiapó | 14    |
| Rodrigo Gattas      | Unión Española B | 13    |
| Luca Pontigo        | Colo-Colo B      | 12    |
| David Pérez         | Fernández Vial   | 10    |
| Lino Maldonado      | Deportes Temuco  | 10    |
| Carlos Sepúlveda    | Colo-Colo B      | 10    |

### 20 partidos con mejor asistencia
Fecha de Actualización: 2 de agosto de 2014
| Fecha | Estadio                  | Ciudad      | Local             | Visita             | Público |
| ----- | ------------------------ | ----------- | ----------------- | ------------------ | ------- |
| LF    | Germán Becker            | Temuco      | Deportes Temuco   | Iberia             | 7.145   |
| 7     | Germán Becker            | Temuco      | Deportes Temuco   | Colo-Colo B        | 6.184   |
| LF    | Germán Becker            | Temuco      | Deportes Temuco   | Deportes Copiapó   | 5.281   |
| 14    | Germán Becker            | Temuco      | Deportes Temuco   | Provincial Osorno  | 5.000   |
| 2     | Germán Becker            | Temuco      | Deportes Temuco   | Deportes Melipilla | 4.632   |
| LF    | Germán Becker            | Temuco      | Deportes Temuco   | Deportes Melipilla | 4.184   |
| LF    | Germán Becker            | Temuco      | Deportes Temuco   | Fernández Vial     | 3.230   |
| 5     | Municipal de Los Ángeles | Los Ángeles | Iberia            | Deportes Temuco    | 2.500   |
| 16    | Germán Becker            | Temuco      | Deportes Temuco   | Iberia             | 2.500   |
| 4     | Germán Becker            | Temuco      | Deportes Temuco   | Audax Italiano B   | 2.500   |
| 15    | Rubén Marcos Peralta     | Osorno      | Provincial Osorno | Colo-Colo B        | 2.305   |
| 9     | Germán Becker            | Temuco      | Deportes Temuco   | Unión Española B   | 2.000   |
| 12    | Germán Becker            | Temuco      | Deportes Temuco   | Fernández Vial     | 2.000   |
| 1     | Fiscal de Talca          | Talca       | Rangers B         | Colo-Colo B        | 1.826   |
| 3     | Rubén Marcos Peralta     | Osorno      | Provincial Osorno | Deportes Temuco    | 1.818   |
| LF    | Municipal de Los Ángeles | Los Ángeles | Iberia            | Deportes Copiapó   | 1.800   |
| LF    | Municipal de Los Ángeles | Los Ángeles | Iberia            | Deportes Temuco    | 1.400   |
| 1     | Rubén Marcos Peralta     | Osorno      | Provincial Osorno | Audax Italiano B   | 1.226   |
| 1     | Ester Roa Rebolledo      | Concepción  | Fernández Vial    | Deportes Temuco    | 1.200   |
| 4     | Fiscal de Talca          | Talca       | Rangers B         | Unión San Felipe B | 1.038   |